# Cefaklor
Cefaklor (łac. cefaclorum) – organiczny związek chemiczny, antybiotyk beta-laktamowy, półsyntetyczna cefalosporyna drugiej generacji. Wykazuje działanie bakteriobójcze.
Mechanizm działania bakteriobójczego polega na hamowaniu syntezy ściany komórkowej bakterii. Aktywny wobec bakterii gram dodatnich i gram ujemnych. Nieaktywny wobec bakterii atypowych. Nie działa na szczepy bakteryjne produkujące beta-laktamazy.

## Reakcje niepożądane
- reakcje nadwrażliwości: wysypka, świąd, eozynofilia
- zaburzenia ze strony przewodu pokarmowego: nudności, wymioty, biegunka (rzadko)
- rzadziej: anemia hemolityczna, granulocytopenia, trombocytopenia[4].

## Preparaty
- Ceclor – kapsułki 250 i 500 mg, tabletki retard 375, 500 i 750 mg, granulat do sporządzania zawiesiny doustnej 125 mg/5 ml i 250 mg/5 ml i 375 mg/5 ml.
- CEK – tabletki musujące 250, 500 i 1000 mg, tabletki powlekane 500 mg, granulat do sporządzania zawiesiny doustnej 125 mg/5 ml.
- Kloracef – tabletki retard 375, 500, 750 mg.
- Panclor – kapsułki 250, 500 mg.
- Vercef – kapsułki 250, 500 mg, tabletki retard 375 mg, granulat do sporządzania zawiesiny doustnej 125 mg/5 ml i 250 mg/5 ml.